# くるくるくりくり
「くるくるくりくり」は、クリスタルキングの19作目のシングル。SPICE RECORDSより2007年8月29日に発売された。

## 解説
任天堂のゲームソフト『くりきん ナノアイランドストーリー』のオープニング曲「くるくるくりくり」とエンディング曲「奇跡のチカラ」のほか、CD EXTRAには「くるくるくりくり」のビデオクリップが収録されている。
ゲーム内の楽曲はump-tmp（飼沼丞二と岩崎健一郎のユニット）が手掛けているが、以前からクリスタルキングのバッキングベースを担当していた飼沼が「くりきん」というタイトルに縁を感じ、ボーカルのムッシュ吉崎に歌を依頼したという経緯がある。

## 収録曲
1. くるくるくりくり（「くりきん ナノアイランドストーリー」オープニングテーマ）
  - 作詞：飼沼丞二 / 作曲：ump-tmp / 編曲：岩崎健一郎 / ラップ：DJアイク（アイク・ネルソン）
2. 奇跡のチカラ（「くりきん ナノアイランドストーリー」エンディングテーマ）
  - 作詞：飼沼丞二 / 作曲：ump-tmp / 編曲：岩崎健一郎

作詞の飼沼は、「主にイジメを受けている子や、引きこもりの子供達に届けたい言葉を曲にした」と語っている[2]。
3. くるくるくりくり（カラオケバージョン）
4. くるくるくりくり（くりきん ボイスリミックス）